# Beurizot
Beurizot è un comune francese di 122 abitanti (2015) situato nel dipartimento della Côte-d'Or nella regione della Borgogna-Franca Contea.

## Società

### Evoluzione demografica
Abitanti censiti